# O Baixo Miño
O Baixo Miño egy comarca (járás) Spanyolország Galicia autonóm közösségében, Pontevedra tartományban. Székhelye . Népessége 2005-ös adatok szerint 48 042 fő volt.

## Települések
A székhely neve félkövérrel szerepel.
- A Guarda
- O Rosal
- Oia
- Tomiño
- Tui